# Patyi Mihály
Patyi Mihály (Kispest, 1922. március 1. – Budapest, 1969. július 31.) kétszeres magyar bajnok labdarúgó, hátvéd.

## Pályafutása
1941-ben igazolta le a a Hofherr SE. 1945 és 1952 között a Bp. Honvéd labdarúgója volt. Tagja volt az 1949–50-es és az 1950-őszi idényben bajnokságot nyert kispesti csapatnak.

## Sikerei, díjai
- Magyar bajnokság
  - bajnok: 1949–50, 1950-ősz
  - 3.: 1948–49
- A Magyar Népköztársaság kiváló sportolója (1951)[4]